# Jacek Kruczek
Jacek Kruczek (ur. 1 marca 1960 w Warszawie) – dziennikarz muzyczny, kompozytor, muzyk. Ukończył muzykologię na UW. Od 1993 pracuje w Polskim Radiu.
Od 1985 roku współpracował z Teatrem Ochoty jako muzyk i kompozytor. Jego autorstwa jest muzyka do spektakli "Stachura Szedłem Prosto Dalej", "Ten Trzeci", "Teatrzyk Zielona Gęś" i innych. W 1990 roku rozpoczął współpracę jako dziennikarz muzyczny w Radiu Solidarność (później Eska). W tym czasie zaczął publikować w miesięczniku Tylko Rock artykuły o rocku progresywnym. Podobnego typu muzykę prezentował w radiowej "Trójce" w audycji "Trochę Awangardy".
Od 1993 roku związany jest z Czwartym Programem Polskiego Radia. Do chwili przemianowania w październiku 1994 na Radio Bis był dyrektorem muzycznym stacji. Do 2006 pracował jako zastępca kierownika Redakcji młodzieżowej wydając popołudniowy blok publicystyczny - "Bisowisko" i prowadził audycje muzyczne, m.in. "Listę Przebojów Tysiąclecia" i "Mocne Nocne". Jest autorem licznych wywiadów z artystami polskimi i zagranicznymi. Po powrocie stacji do nazwy "Czwórka" pracuje w Redakcji Muzycznej.